# Neolema ovalis
Neolema ovalis är en skalbaggsart som beskrevs av R. White 1993. Neolema ovalis ingår i släktet Neolema och familjen bladbaggar. Inga underarter finns listade i Catalogue of Life.